# Championnat national de tennis des États-Unis 1955
Pour un article plus général, voir US Open de tennis.
Résultats détaillés de l’édition 1955 du championnat de tennis US National qui est disputée du 2 au 11 septembre 1955.

## Faits marquants
Cette année-là, les tournois de simple et double ne se jouent pas en même temps, ni au même endroit. Alors que le simple se déroule à New York, le tournoi de double se tient plus tard à Boston du 17 au 20 août où l'ouragan Diane retarde fortement les matchs. Cet ouragan incite d'ailleurs les meilleurs joueurs à quitter les lieux prématurément, et rend le tableau de double extrêmement dévalué. Ce sont notamment les meilleurs joueurs Américains et Australiens qui ne pourront plus attendre et partiront les premiers car ils doivent se rencontrer à New York du 28 au 30 août pour la finale (Challenge Round) de la Coupe Davis. Deux jeunes joueurs universitaires américains atteignent la finale tandis que ce sont deux modestes joueurs japonais qui remportent un premier titre historique pour leurs pays.

## Palmarès
| Tableau          | Vainqueurs                           | Vainqueurs | Score                   | Finalistes                       | Finalistes  |
| ---------------- | ------------------------------------ | ---------- | ----------------------- | -------------------------------- | ----------- |
| Simple dames     | Doris Hart                           | États-Unis | 6-1, 6-2                | Patricia Ward Hales              | Royaume-Uni |
| Simple messieurs | Tony Trabert                         | États-Unis | 9-7, 6-3, 6-3           | Ken Rosewall                     | Australie   |
| Double dames     | Louise Brough Clapp Margaret Osborne | États-Unis | 6-3, 1-6, 6-3           | Shirley Fry Irvin Doris Hart     | États-Unis  |
| Double messieurs | Kōsei Kamo Atsushi Miyagi            | Japon      | 6-3, 6-3, 3-6, 1-6, 6-4 | Gerald Moss Bill Quillian        | États-Unis  |
| Double mixte     | Doris Hart Vic Seixas                | États-Unis | 7-5, 5-7, 6-2           | Shirley Fry Irvin Gardnar Mulloy | États-Unis  |

## Simple dames
|  |            |  |   |   |  |
|  | Finale     |  |   |   |  |
|  |            |  |   |   |  |
|  |            |  |   |   |  |
|  | Doris Hart |  | 6 | 6 |  |
|  | Doris Hart |  | 6 | 6 |  |
|  | Pat Ward   |  | 1 | 2 |  |

## Double dames
|  |                                |  |   |   |   |
|  | Finale                         |  |   |   |   |
|  |                                |  |   |   |   |
|  |                                |  |   |   |   |
|  | Louise Brough Margaret Osborne |  | 6 | 1 | 6 |
|  | Louise Brough Margaret Osborne |  | 6 | 1 | 6 |
|  | Shirley Fry Doris Hart         |  | 3 | 6 | 3 |

## Double mixte
|  |                       |  |   |   |  |
|  | Finale                |  |   |   |  |
|  |                       |  |   |   |  |
|  |                       |  |   |   |  |
|  | Doris Hart Vic Seixas |  | 9 | 6 |  |
|  | Doris Hart Vic Seixas |  | 9 | 6 |  |
|  | Shirley Fry Lew Hoad  |  | 7 | 1 |  |